# Алту-ду-Родригис
Алту-ду-Родригис (порт. Alto do Rodrigues)  —  муниципалитет в Бразилии, входит в штат Риу-Гранди-ду-Норти. Составная часть мезорегиона Запад штата Риу-Гранди-ду-Норти. Входит в экономико-статистический микрорегион Вали-ду-Асу. Население составляет 10 424 человека на 2006 год. Занимает площадь 191,311 км². Плотность населения — 54,5 чел./км².

## Статистика
- Валовой внутренний продукт на 2003 год составляет 129 634 868,00 реалов (данные: Бразильский институт географии и статистики).
- Валовой внутренний продукт на душу населения на 2003 год составляет 12 963,49 реалов (данные: Бразильский институт географии и статистики).
- Индекс развития человеческого потенциала на 2000 год составляет 0,688 (данные: Программа развития ООН).